# Corante leuco

Transformação entre formas leuco e colorida de lactona de violeta cristal, halocromismo.

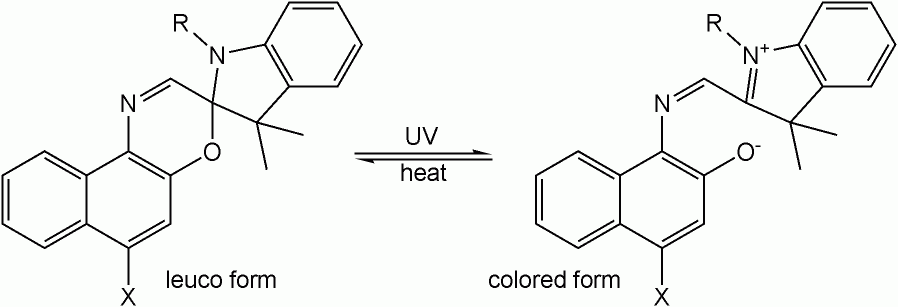
Transformação entre formas leuco e colorida induzida por radiação ultravioleta, fotocromismo.

Um corante leuco é um corante cujas moléculas podem adquirir duas formas, uma das quais é incolor.
O termocromismo (mudança de cor com a temperatura) ser obtido com corantes leuco e ser utilizado em roupas ou em sistemas termográficos, nos quais são utilizados corantes leuco de fenazina estabilizados.